# Helicopsyche giboni
Helicopsyche giboni är en nattsländeart som beskrevs av Kjell Arne Johanson 1977. Helicopsyche giboni ingår i släktet Helicopsyche och familjen Helicopsychidae. Inga underarter finns listade i Catalogue of Life.